# Josef Kiesewetter
Josef Kiesewetter (10. února 1934 Nový Jičín – 15. října 2015 Uherské Hradiště) byl český malíř, kreslíř a grafik. Zabýval se grafickou úpravou knih, knižní ilustrací, scénickou a propagační tvorbou, volnou grafikou a malbou.

## Život a tvorba
Dětství prožil na Valašsku, ale téměř celý jeho život byl spojen s Uherskohradišťskem, kde byl po vyučení v roce 1954 přijat na uměleckou průmyslovku. V Uherském Hradišti strávil studentská léta a později také založil rodinu. V šedesátých a první polovině sedmdesátých let pracoval jako výtvarník v kulturních institucích. Volné kreslířské, grafické a malířské tvorbě se začal plně věnovat v době normalizace po vynuceném odchodu ze Slováckého muzea v polovině sedmdesátých let 20. století. V jeho výtvarné tvorbě se hojně projevoval jeho silný vztah k přírodě, motivy jsou figurální i krajinné, typické jsou snové výjevy a postavy.